# Nazionale femminile di pallavolo dell'Ucraina
La nazionale femminile di pallavolo dell'Ucraina è una squadra europea composta dalle migliori giocatrici di pallavolo dell'Ucraina ed è posta sotto l'egida della Federazione pallavolistica dell'Ucraina.

## Rosa
Segue la rosa delle giocatrici convocate per l'European Golden League 2024.
| N° | Nome                  | Ruolo | Data di nascita  | Squadra   |
| -- | --------------------- | ----- | ---------------- | --------- |
| 1  | Oleksandra Milenko    | S     | 29 giugno 1999   | Nilüfer   |
| 2  | Diana Karpec'         | C     | 6 agosto 1996    | Prometej  |
| 3  | Kateryna Vasyl'jeva   | L     | 1º ottobre 2003  | Prometej  |
| 5  | Viktoriia Lokhmanchuk | O     | 9 maggio 2001    | Bukovynka |
| 6  | Krystyna Nemceva      | L     | 15 giugno 1998   | Prometej  |
| 7  | Svitlana Lidiaieva    | C     | 11 dicembre 1993 | Prometej  |
| 9  | Viktoria Oliinyk      | P     | 2 marzo 2002     | Gorica    |
| 12 | Kristina Starostenko  | C     | 14 febbraio 2005 | Bukovynka |
| 14 | Dar'ja Velykokon'     | P     | 11 aprile 2002   | Prometej  |
| 16 | Anastasiia Maievska   | C     | 6 gennaio 2001   | Prometej  |
| 17 | Yevheniia Khober      | S     | 12 marzo 2001    | Prometej  |
| 19 | Anna Artyšuk          | O     | 9 febbraio 2001  | Olomouc   |
| 23 | Julija Dymar          | S     | 3 dicembre 1994  | Qýanysh   |
| 24 | Anastasija Černucha   | O     | 15 aprile 1995   | Firenze   |

## Risultati

### Competizioni FIVB
| 1964 | non esistente   | -            |
| 1968 | non esistente   | -            |
| 1972 | non esistente   | -            |
| 1976 | non esistente   | -            |
| 1980 | non esistente   | -            |
| 1984 | non esistente   | -            |
| 1988 | non esistente   | -            |
| 1992 | non esistente   | -            |
| 1996 | 11º posto       | Convocazioni |
| 2000 | non qualificata | -            |
| 2004 | non qualificata | -            |
| 2008 | non qualificata | -            |
| 2012 | non qualificata | -            |
| 2016 | non qualificata | -            |
| 2020 | non qualificata | -            |
| 2024 | non qualificata | -            |

| 1952 | non esistente   | -            |
| 1956 | non esistente   | -            |
| 1960 | non esistente   | -            |
| 1962 | non esistente   | -            |
| 1967 | non esistente   | -            |
| 1970 | non esistente   | -            |
| 1974 | non esistente   | -            |
| 1978 | non esistente   | -            |
| 1982 | non esistente   | -            |
| 1986 | non esistente   | -            |
| 1990 | non esistente   | -            |
| 1994 | 11º posto       | Convocazioni |
| 1998 | non qualificata | -            |
| 2002 | non qualificata | -            |
| 2006 | non qualificata | -            |
| 2010 | non qualificata | -            |
| 2014 | non qualificata | -            |
| 2018 | non qualificata | -            |
| 2022 | non qualificata | -            |

### Competizioni CEV
| 1949 | non esistente   | -            |
| 1950 | non esistente   | -            |
| 1951 | non esistente   | -            |
| 1955 | non esistente   | -            |
| 1958 | non esistente   | -            |
| 1963 | non esistente   | -            |
| 1967 | non esistente   | -            |
| 1971 | non esistente   | -            |
| 1975 | non esistente   | -            |
| 1977 | non esistente   | -            |
| 1979 | non esistente   | -            |
| 1981 | non esistente   | -            |
| 1983 | non esistente   | -            |
| 1985 | non esistente   | -            |
| 1987 | non esistente   | -            |
| 1989 | non esistente   | -            |
| 1991 | non esistente   | -            |
| 1993 | 3º posto        | Convocazioni |
| 1995 | 7º posto        | Convocazioni |
| 1997 | 7º posto        | Convocazioni |
| 1999 | non qualificata | -            |
| 2001 | 4º posto        | Convocazioni |
| 2003 | 9º posto        | Convocazioni |
| 2005 | non qualificata | -            |
| 2007 | non qualificata | -            |
| 2009 | non qualificata | -            |
| 2011 | 15º posto       | Convocazioni |
| 2013 | non qualificata | -            |
| 2015 | non qualificata | -            |
| 2017 | 13º posto       | Convocazioni |
| 2019 | 17º posto       | Convocazioni |
| 2021 | 12º posto       | Convocazioni |
| 2023 | 9º posto        | Convocazioni |

| 2009 | non qualificata | -            |
| 2010 | non qualificata | -            |
| 2011 | non qualificata | -            |
| 2012 | non qualificata | -            |
| 2013 | non qualificata | -            |
| 2014 | non qualificata | -            |
| 2015 | non qualificata | -            |
| 2016 | non qualificata | -            |
| 2017 | 1º posto        | Convocazioni |
| 2018 | 8º posto        | Convocazioni |
| 2019 | 5º posto        | Convocazioni |
| 2021 | 7º posto        | Convocazioni |
| 2022 | 5º posto        | Convocazioni |
| 2023 | 1º posto        | Convocazioni |
| 2024 | 5º posto        | Convocazioni |
| 2025 | 1º posto        | Convocazioni |

### Competizioni estinte
| 2018 | non qualificata | -            |
| 2019 | non qualificata | -            |
| 2022 | non qualificata | -            |
| 2023 | 4º posto        | Convocazioni |
| 2024 | non qualificata | -            |